# City of Peterborough
City of Peterborough är en enhetskommun i Cambridgeshire i England i Storbritannien. Kommunen har 217 705 invånare (2022). Den består av staden Peterborough och omgivande landsbygd.
Staden Peterborough samt områdena Old Fletton och Stanground North är unparished areas. Resten av kommunen är indelad i 29 civil parishes:
- Ailsworth
- Bainton
- Barnack
- Borough Fen
- Bretton
- Castor
- Deeping Gate
- Etton
- Eye
- Glinton
- Hampton Hargate and Vale
- Helpston
- Marholm
- Maxey
- Newborough
- Northborough
- Orton Longueville
- Orton Waterville
- Peakirk
- Southorpe
- St. Martin's Without
- Sutton
- Thorney
- Thornhaugh
- Ufford
- Upton
- Wansford
- Wittering
- Wothorpe